# Tim Treffers
Tim Treffers (Ede, 3 augustus 1988) is een Nederlandse schrijver, zanger, songwriter en producer. Hij publiceerde in 2025 het boek PolderPower, waarin meer dan 45 Nederlandse zangeressen uit 65 jaar Nederpop aan het woord komen.

## Carrière
Treffers begon zijn loopbaan als journalist. Hij schreef columns voor onder andere Dagblad De Pers, Dakhaas en Expreszo.
In 2025 verscheen zijn boek PolderPower bij uitgeverij Noordboek-Van Gorcum. Hij interviewde daarvoor meer dan 45 vrouwelijke artiesten uit de Nederlandse popgeschiedenis. Thema’s als zichtbaarheid, (on)gelijkheid en de rol van vrouwen in een door mannen gedomineerde industrie staan centraal.
Hij maakte tevens voor AVROTROS en NPO Radio 2 samen met Carolien Borgers de tweedelige podcastserie Nederpopcast.

## Muzikale carrière
Treffers bracht als singer-songwriter drie albums uit bij het Japanse label P-Vine Records. Zijn debuutalbum, Never trust a man in a fur coat, verscheen in 2016. Een jaar later volgde Carnival of Life (2017), en in 2020 kwam zijn derde album Young and Determined uit.
Hij toerde meerdere keren door Japan en kreeg daar ook media-aandacht. Zijn platencontract bij P-Vine Records werd in Nederland opgepikt door onder andere Trouw, de Volkskrant, LINDA., Hart van Nederland en Hallo Nederland.
Treffers was te gast bij radiostations als NPO Radio 1, NPO Radio 2, 3FM, NPO Radio 5 en BNR Nieuwsradio. Op zijn albums werkten bekende Nederlandse muzikanten mee, waaronder Hans Vermeulen, Ruud Breuls, Julya Lo’ko, Dianne Marchal, Sara Lee Vos, Eddie Conard, Julia Zahra en Lo van Gorp.
Ook was hij als backing vocalist betrokken bij de theatertour Invitation to the Sound of Jerney Kaagman & Earth and Fire van Marieke Eelman.